# Витман, Ирина Ивановна
Ирина Ивановна Витман (30 июня 1916, Москва — 2012, Москва) — советская, российская художница, мастер пленэрной живописи, член Союза Художников СССР (1948).

## Биография
Родилась в Москве в 1916 году. Отец — обрусевший латыш — Иван Иванович Витман, инженер. Мать — Сусанна Эмилиевна, из рода французских аристократов, оказавшихся в России после Французской революции, филолог, консультант BOKC'a. Брат — Андрей Иванович Витман — астрофизик.
Детство провела в Париже, где бабушка водила её по музеям и выставкам. Там она прониклась духом французской живописи, а посетив мастерскую скульптора Д.Ф. Цаплина решила стать художницей.
В начале 1930-х годов на подготовительных курсах полиграфического техникума в Ленинграде познакомилась со своим будущим мужем — художником Алексеем Соколовым.
В 1936 году Исаак Бродский, ректор Всероссийской Академии Художеств, после просмотра работ Ирины и Алексея, принимает обоих на учёбу. В 1941 году Алексей уходит добровольцем на фронт, Ирина остаётся в Ленинграде. Студенты служили пожарными, сбрасывая с крыши зажигательные бомбы после вражеских бомбёжек. За эту работу Витман было присуждено звание «Герой пожарной службы». Награждена медалью «За оборону Ленинграда».
В 1942 году с институтом Ирина Витман эвакуируется в Самарканд, где, после холодного и голодного Ленинграда она с восторгом писала яркую красоту Узбекистана: старый Самарканд, его поэтичные кишлаки с вечными чинарами, осликами и верблюдами, сказочные чайханы, отточенные обрядами пластичные одежды узбеков.
В 1944 году Ирина Витман возвращается в Москву, переводится в Суриковский институт и заканчивает его в мастерской Александра Осмёркина с дипломной работой «Метро. Эскалатор». С 1948 года И.И. Витман – член Союза Художников СССР.
Значительными работами Витман, обратившими на себя внимание, были «Цирк. Ирина Бугримова» (1950) и «Пушкин-лицеист в Царскосельском парке» (1954).
В 1954—1956 годах Витман работала на Целинных землях. Это был яркий значительный период, отмеченный в творчестве художницы рождением новых образов. Впоследствии, во время своих путешествий по Мордовии (1958 год), Казахстану, Вьетнаму (1969—1970 годы) все её работы были отмечены обостренным декоративным чувством цвета, большой колористической напряженностью, постоянными и настойчивыми поисками образа.
Участница многих ежегодных московских, республиканских и всесоюзных выставок. Персональные выставки состоялись в Москве и других городах России, а также за рубежом. Награждена золотой медалью от Российской Академии художеств (2010).
Скончалась в 2012 году в Москве. Похоронена рядом с мужем на кладбище деревни Образцово, Щёлковский район, Московская область.
Работы Ирины Ивановны Витман представлены в собрании Государственной Третьяковской галереи, Государственного Русского музея, в Мордовской картинной галерее, в частных собраниях России, стран СНГ, США, Франции, Германии, Японии, Италии и др.

## Семья
- Муж — Алексей Дмитриевич Соколов (1912—2004), заслуженный художник РСФСР[2].
- Дочь Марина (1939—1992) — театральная художница, жена Валерия Левенталя[6].
- Внучка Екатерина Валерьевна Левенталь (1965 г.р.) — художница[2].